# Каратайка (аэропорт)
Аэропорт Каратайка — гражданский аэропорт вблизи посёлка Каратайка Ненецкого АО, в статусе посадочной площадки.
Принимаемые воздушные суда: Ан-2,ТВС-2МС  вертолёты всех типов.
Максимальный взлётный вес: 5,5 тонн. В 2021 году аэродром Каратайка был исключён из реестра российских аэродромов гражданской авиации.

## Показатели деятельности
| год        | 2014 | 2015 | 2016 | 2017 |
| пассажиров | 1707 | 1894 | 1748 | 1399 |
| Источники: |      |      |      |      |